# Giro 9 kalder
Giro 9 kalder er en film instrueret af Svend Aage Lorentz efter eget manuskript.

## Handling
I anledning af Landbohøjskolens 20 års jubilæum.